# Janssen (Marskrater)
Janssen ist ein seit 1973 registrierter Krater auf dem Mars mit einem Durchmesser von rund 154 Kilometern.
Der Krater wurde nach dem französischen Astronom Jules Janssen (* 22. Februar 1824 in Paris; † 23. Dezember 1907 in Meudon) benannt.